# Igliczniowate
Igliczniowate (Syngnathidae) – rodzina ryb igliczniokształtnych (Syngnathiformes), obejmująca pławikoniki oraz iglicznie.

## Występowanie
Głównie tropikalne wody oceaniczne, niektóre spotykane są w wodach słonawych i słodkich. W Bałtyku występuje iglicznia (Syngnathus typhle) oraz wężynka (Nerophis ophidion).

## Klasyfikacja
Rodzaje zaliczane do tej rodziny są zgrupowane w podrodzinach
Hippocampinae, Syngnathinae:
Acentronura — Amphelikturus  — Anarchopterus — Apterygocampus — Bhanotia — Bryx — Bulbonaricus — Campichthys — Choeroichthys — Corythoichthys — Cosmocampus — Doryichthys — Doryrhamphus — Dunckerocampus — Enneacampus — Entelurus — Festucalex — Filicampus — Halicampus — Haliichthys — Heraldia — Hippichthys — Hippocampus — †Hippotropiscis — Histiogamphelus — Hypselognathus — Ichthyocampus — Idiotropiscis  — Kaupus — Kimblaeus — Kyonemichthys — Leptoichthys — Leptonotus — Lissocampus — Maroubra — Micrognathus — Microphis — Minyichthys — Mitotichthys — Nannocampus — Nerophis — Notiocampus — Penetopteryx — Phoxocampus — Phycodurus — Phyllopteryx — Pseudophallus — Pugnaso — Siokunichthys — Solegnathus — Stigmatopora — Stipecampus — Syngnathoides — Syngnathus — Trachyrhamphus — Urocampus — Vanacampus

## Ochrona w Polsce
Wszystkie gatunki igliczniowatych występujące w Polsce są objęte ścisłą ochroną gatunkową.